# Mar de Yatsushiro

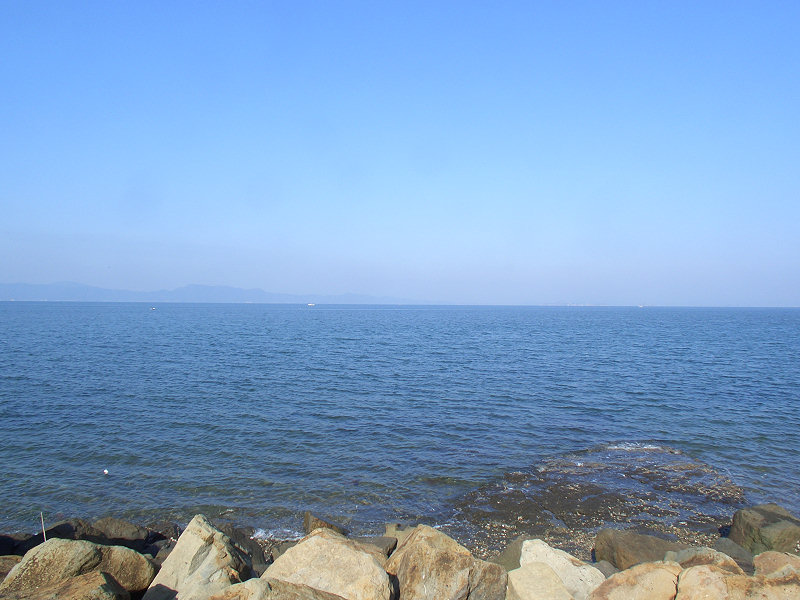
Mar de Yatsushiro

O mar de Yatsushiro (八代海, Yatsushiro-kai), que também é conhecido como o mar de Shiranui (不知火海, Shiranui-kai), é um mar interior raso e semi-fechado, que separa a ilha de Kyūshū das Ilhas Amakusa. Ele margeia predominantemente a cidade de Kumamoto, mas a parte sul do mar também passa por Kagoshima. Ao norte está o Mar de Ariake; ao sul, o Mar do Leste. Cidades conhecidas que são margeadas pelo mar de Yatsushiro incluem a própria Yatsushiro e Minamata.

## Poluição com mercúrio
O mar foi fortemente poluído com mercúrio durante as décadas de 1950 e 1960 pela fábrica de produtos químicos da Chisso Corporation em Minamata. Este elemento altamente tóxico bioacumulou-se nos moluscos e peixes do mar de Yatsushiro Sea, os quais, quando comidos pela população local, deram origem à chamada doença de Minamata. A doença foi responsável por inúmeras mortes e tornou inválidos milhares de moradores, todos na região do mar de Yatsushiro. O ecossistema marinho também foi profundamente prejudicado.
- Curiosidade

É neste mar também que ocorre um ainda não explicado fenômeno óptico conhecido como shiranui.